# 細田時以
細田 時以（ほそだ ときより、天和2年（1682年） - 元文2年9月1日（1737年9月24日））は、江戸時代の旗本。勘定奉行を務めた。
通称は弥三郎、官位は従五位下・丹波守。細田時矩の長男で、母は渡辺連の娘。子に細田時敏、娘（梶正胤妻）、娘（村越勝令妻）、娘（牧野政邑妻）。

## 経歴
元禄12年（1699年）8月3日に勘定となり、廩米150俵を賜う。正徳4年（1714年）7月29日に金奉行に移り、正徳5年（1715年）12月18日に50俵を加増される。享保6年（1721年）9月22日に勘定組頭、享保8年（1723年）5月4日に勘定吟味役となり、享保14年（1729年）2月25日に300石を加増され、武蔵国埼玉郡・足立郡（現在の埼玉県）において500石を知行する。享保16年（1731年）10月1日より勘定奉行となり、12月23日に従五位下丹波守に叙任される。元文2年（1737年）9月1日に56歳で死去。法名は日樹。

### 元文の改鋳
1716年、徳川幕府8代将軍に徳川吉宗が就任すると、一般的に享保の改革と言われる大規模な政治改革を始めた。中でも幕府財政の再建が非常に意図されており、検見法から定免法への移行・新田開発奨励などによる年貢増徴、また米価を調節するため、度々買米令を出して（主に大坂の）商人に米を買い占めさせ、米価の騰貴・安定を図った。
しかし、これらの緊縮財政は深刻な不況を招く。これを受け、元文元年5月12日（1736年6月20日）、時以は江戸南町奉行大岡忠相とともに、貨幣の改鋳(改悪)を主導した（元文の改鋳）。交換比率が正徳金：文字金＝1:1.65, 正徳銀：文字銀＝1:1.5であったため通貨流通量が増大し、インフレーションに見舞われた後物価が安定した。